# Peter Herres Wein- und Sektkellerei
Die Peter Herres Wein- und Sektkellerei GmbH ist ein deutscher Getränkehersteller. Das Unternehmen mit Sitz in Trier produziert und vertreibt mit rund 170 Mitarbeitern Sekt, Schaumwein, Perlwein, alkoholische Mischgetränke sowie alkoholfreie Getränke.

## Geschichte
Das Unternehmen wurde 1954 in Leiwen an der Mosel gegründet und zog 1959 nach Trier an ihren heutigen Standort in der Rudolf-Diesel-Straße. Ab dem Ende der 60er Jahre stieg man in das Exportgeschäft ein und baute dieses in den darauffolgenden Jahren kontinuierlich aus. Im Jahre 1991 nahm man die weltgrößte Sektabfüllanlage in Betrieb und drei Jahre später übernahm man die Keller Geister GmbH & Co. KG.
2007 erfolgte eine Neustrukturierung zur Herres Gruppe International und 2009 wurde der Betrieb um eine vierte Füllstraße ergänzt. Im Sommer 2015 wurden ein neues Fertigwarenlager sowie eine weitere Füllstraße in Betrieb genommen.

## Produkte
Neben klassischem Sekt in verschiedenen Varianten stellt die Sektkellerei Herres auch Perlwein, verschiedene Cocktails, Premixes, alkoholfreie Getränke sowie Wellness-Drinks her.

## Vertrieb
Die wichtigsten Marken sind:
- Jive (Sektcocktail)
- Gracioso (Frizzante)
- Aperito (Sektcocktail)
- Keller Geister (Secco)
- Fruta y Pasión (Fruchtweincocktail)
- Blizzard (Wein- und Fruchtweincocktails)

Neben den Herres-Marken produziert die Sektkellerei auch eine Vielzahl von Handelsmarken für nationale und internationale Handelsketten.